# NGC 7300
NGC 7300 é uma galáxia espiral barrada (SBb) localizada na direcção da constelação de Aquarius. Possui uma declinação de -14° 00' 11" e uma ascensão recta de 22 horas, 30 minutos e 59,9 segundos.
A galáxia NGC 7300 foi descoberta em 26 de Julho de 1830 por John Herschel.